# Dispositif haptique

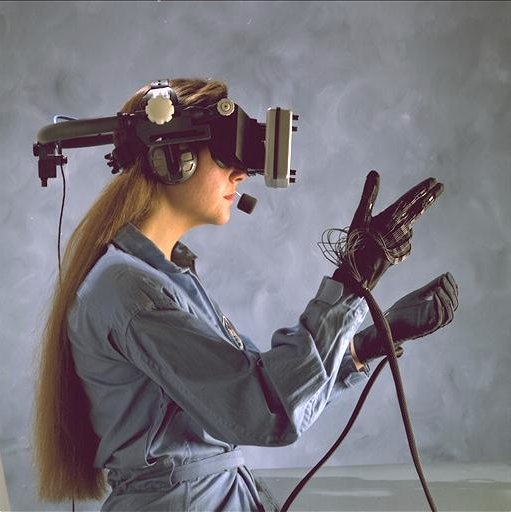
Gants de données reliés à un visiocasque.

Un dispositif haptique (du grec: ἁπτικός haptikós – tactile) est un système tactilo-kinesthésique physique ou mécanique, éventuellement robotique qui peut notamment créer une communication entre un humain et une partie de son environnement, le cas échéant entre un opérateur et un environnement virtuel. 
Il permet aux utilisateurs de concevoir, modeler et manipuler des objets dans un environnement virtuel avec un certain ressenti tactile (toucher) et la perception kinesthésique (retour de force, qui sont de plus en plus souvent utilisés comme retours sensoriels dans les systèmes de Réalité Virtuelle). Ce type de retour est aussi utilisé par certains matériels pour avoir la vibration dans le jeu vidéo.
Les dispositifs haptiques sont développés par plusieurs sociétés différentes en collaboration avec des centres de recherche (LVMH, PSA, EADS…). Ce domaine intéresse plusieurs chercheurs dans le monde entier dont des français.

## Performances
- Stabilité : la capacité du dispositif haptique à imiter un mur virtuel. Le dispositif doit avoir la capacité de reproduire une raideur de contact lors d'un contact avec un obstacle afin que l'utilisateur ne puisse pas avoir la possibilité de traverser l'obstacle.
- Transparence : l’utilisateur doit avoir l'impression de manipuler directement l’objet virtuel sans ressentir la dynamique de l’interface haptique. Idéalement, le poids, l’inertie, les frottements, etc. du dispositif haptique ne doivent pas être perçus par l’utilisateur.
- Résolution de position : la plus petite quantité de mouvement sur lequel les capteurs peuvent détecter un changement de position. Une bonne résolution de la position est un facteur important de la démonstration de la rigidité des murs virtuels.

## Typologies, prospectives
De par le retour de force basé sur une pression, de nombreux objets vibrent (téléphone portable par exemple). Certaines interfaces utilisent l'électrovibration et/ou la vibrations ultrasoniques. 
Divers types de gants haptiques existent, de même que des sextoys programmés ou pouvant être activés à distance (cybersex) mais les futurologues annoncent des vêtements et combinaisons haptiques qui pourront être associées au casque de réalité virtuelle.

## Utilisations et dispositifs commercialisés
Les dispositifs haptiques sont basés sur les besoins spécifiques : retour d'effort, haut niveau de force et de couple, sécurité et robustesse, modularité de l'effecteur, intégration avec des logiciels standards.
Ils sont utilisés en pédagogie (expérimentalement dès la maternelle, pour l'apprentissage de la lecture par exemple,). Ils peuvent améliorer certains dispositif de pointage (on parle alors de « pointage haptique », le travail d'un chirurgien en téléopération ou utilisant la laparoscopie. J.P Choinière a imaginé une boussole haptique pour aider des non-voyants à se déplacer. Un simulateur haptique d'accouchement (BirthSIM) a été étudié par N Herzig (2016).
L'Apple Watch ainsi que l'iPhone 6s (et modèles ultérieurs) sont un exemple concret de dispositif haptique commercialisé (sous le nom de Taptic Engine). 
« Kissengers » est une application présentée en 2016, permettant d’échanger des baisers à distance. Il a été développé par Emma Yann Zhang qui étudie les sciences du toucher.
Le domaine des sextoys et du cybersex intègrent aussi des dispositifs haptiques ; Teletong étant son équivalent pour le « french kiss » en cours de développement à l'Université Keiō, à Tokyo. CamSoda a produit une application dénommée Blowcast  (associée à deux appareils connectés) permettant de réaliser des « fellations virtuelles » (dans un premier temps préenregistrées par une webcameuse professionnelle ou amateure à partir de sa plateforme en ligne, mais une version « en direct » est annoncée). Selon un rapport publié en 2017 par la Foundation for Responsible Robotics (Hague Global Institute for Justice), des robots sexuels intégrant des dispositifs haptiques sophistiqués seront probablement commercialisés d'ici quelques années.
Depuis 2017, audiohospitality inc., a mis au point et breveté des technologies haptiques spécialisées dans le domaine du rendu haptique haute définition, par lequel l'utilisateur est plongé dans une immersion hyper réaliste issue de sa parfaite intégration et synchronisation aux contenus audios, multimédia en multimodal tels: en streaming, en réalité virtuelle, ou augmentée, pour des configurations allant du simple casque d'écoute, jusqu'aux salles de cinéma et amphithéâtres. Les avantages de ces technologies sont principalement rendre les expériences immersives en mode multisensoriel, sans aucun bruit parasite ajouté, avec des rendements énergétique de l'ordre de 10 à 20 fois moins énergivore qu'une écoute à sensation équivalente via une reproduction avec haut-parleurs. L'utilisation de ces technologies permettent un meilleur contrôle de la reproduction sonore en minimisant les résonnances et inégalités du rendu audio en salle, tout en facilitant l'intelligibilité ce qui réduit la fatigue auditive. Ces technologies brevetées sont exploitées par, entre autres, NovHaptix inc.